# Arg max
Argument maksimum (w skrócie arg max lub argmax) – zbiór argumentów funkcji dla jakich osiąga ona maksimum.

## Definicja
Funkcja jest zdefiniowana następująco:
{\displaystyle \operatorname {arg\,max} \limits _{x\in T}f(x)=\left\{x\in T\colon f(x)=\max \limits _{t\in T}f(t)\right\}.}
Przyporządkowuje ona funkcji {\displaystyle f} zbiór argumentów dla jakich {\displaystyle f} osiąga maksimum na danym przedziale. Zwracany zbiór może zawierać jeden element, wiele elementów lub może być pusty.

## Arg min
Funkcja arg min jest zdefiniowana bardzo podobnie z taką różnicą, iż zwraca ona zbiór argumentów funkcji dla jakich przyjmuje ona minimum.
{\displaystyle \operatorname {arg\,min} \limits _{x\in T}f(x)=\left\{x\in T\colon f(x)=\min \limits _{t\in T}f(t)\right\}.}

## Przykłady
- Funkcja {\displaystyle x\mapsto x} nie osiąga ekstremum na przedziale {\displaystyle (-1;1),} jest więc
{\displaystyle \operatorname {arg\,max} \limits _{x\in (-1;1)}x=\emptyset }
- Na danym przedziale sinus osiąga dwa razy maksimum:
{\displaystyle \operatorname {arg\,max} \limits _{x\in \langle -2\pi ;\pi \rangle }\sin(x)=\{-{\tfrac {3\pi }{2}},{\tfrac {\pi }{2}}\}}
- Funkcja cosinus osiąga nieskończenie wiele razy maksimum na osi rzeczywistej:
{\displaystyle \operatorname {arg\,max} \limits _{x\in \mathbb {R} }\cos(x)=\{\dots ,-4\pi ,-2\pi ,0,2\pi ,4\pi ,\dots \}}